# Jan van Blerkom

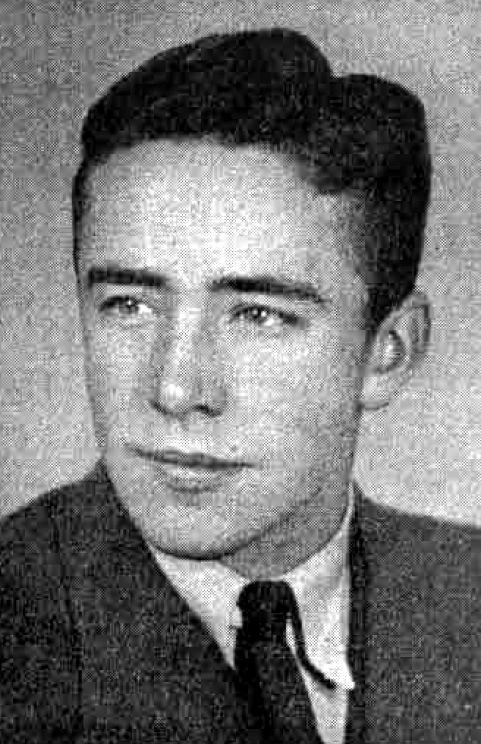
Jan van Blerkom

Jan van Blerkom (Vlissingen, 2 januari 1918 – Noordzee, november 1941) was een Nederlandse student aan de Technische Hogeschool in Delft en Engelandvaarder, tijdens de Tweede Wereldoorlog lid van de verzetsgroep Schoemaker.

## Levensloop
Hij was zoon van scheepsbouwkundige Leendert Jan van Blekom en Catahrina Juriane Chevalier. Zuster Elsebeth van Blerkom was interieurarchitecte.
Van Blerkom was een actieve student aan de Technische Hogeschool in Delft, waar hij in 1935 was begonnen. Hij was van 1938-1940 lid van de Delftse studentenroeivereniging Laga en deed ook tijdens de oorlog nog mee aan roeiwedstrijden, meestal onder de naam W. Wonkers. Hij won dertien roeiwedstrijden, w.o. de Varsity met de skiff in 1939 en de Head of the River Amstel op 31 maart 1940.

### Verzet, liquidatie, vlucht en dood
Van Blerkom was lid van de verzetsgroep Schoemaker. Met Charley Hugenholtz en Gerard Dogger was hij in augustus 1941 betrokken bij de geruchtmakende liquidatie van Hugo de Man, een 19 jaar oude verrader die het studentenverzet in Delft in gevaar bracht.
De Man was tevens lid van Groep Mekel. Hugenholtz en Van Blerkom nodigden Hugo de Man uit op het onderduikadres van Van Blerkom. Ze gaven hem een klap op zijn hoofd en smoorden hem met een kussen. Ze dumpten het lijk in een vijver in het Agnetapark. Op 22 augustus kwam het lijk bovendrijven. Daarna werden ze door de Duitsers gezocht en werd er 5000 gulden op hun hoofden gezet.
Hugenholz verdween naar Spanje. Met de Cabo de Buena Esperanza voer hij naar Brazilië, maar onderweg, bij Gibraltar, wilde hij het schip verlaten en verdronk hij. Van Blerkom noemde zich verder Jan Verhagen en bleef nog even in Delft. Op 14 november 1941 besloot hij met Dirk van Swaay in een vouwkano over zee naar Engeland te gaan. Beiden waren ervaren Laga-roeiers. Hun kano was onder de pier in Scheveningen verstopt. Ze zijn nooit aangekomen.

## Eerbetoon
In 1995 werd een nieuwe tweepersoons-Laga-boot naar Jan van Blerkom vernoemd. De boot werd gedoopt door zijn voormalige coach.